# Phemonopsis grossepunctatus
Phemonopsis grossepunctatus là một loài bọ cánh cứng trong họ Cerambycidae.